# Дестадсбадер, Нильс
Нильс Дестадсбадер (нидерл. Niels Destadsbader, 19 августа 1988, Кортрейк, Бельгия) — бельгийский актёр, ведущий и певец.

## Биография

### Tелевизионная карьера
Дестадсбадер 3 сентября 2009 года стал ведущим на фламандском молодёжном канале Ketnet. 6 сентября 2014 года стал вести танцевальный конкурс «Dansdate» на фламандском коммерческом телеканале VTM. Был членом жюри в четвёртом сезоне шоу талантов «Belgium’s got talent», основанного на британском формате «Got Talent», русский вариант которого называется «Минута славы».
В 2015 году Дестадсбадер вместе с голландским певцом и ведущим Герардом Йолингом представил «K2 zoekt K3» на фламандском телеканале VTM и на голландском телеканале SBS 6. На шоу талантов были найдены три новых певицы для бельгийской гёрл-группы K3. Также в 2016, 2017 и 2018 годах он вёл различные программы на VTM, включая «The Wall» и два сезона «De Wensboom».
Программа «Dance as one», которую Нильс Дестадсбадер представил вместе с Николетт ван Дам, была показана осенью 2018 года на фламандском канале VTM и голландском канале SBS6.
16 января 2019 года Дестадсбадер вёл гала-концерт «De Gouden Schoen» вместе с Мартеном Брекксом и Биргит Ван Мол.

### Работа на радио
С лета 2013 года до лета 2014 года Дестадсбадер совмещал свою работу в Ketnet с работой в качестве радиоведущего в MNM. Во время чемпионата мира по футболу 2018 года в России он комментировал матчи бельгийской сборной вместе с Мигелем Вильсом в программе «F.C. Niels & Wiels» на Radio 2.

### Актёрская карьера
В 2007 году Дестадсбадер исполнил роль-камео в сериале «Spring» на молодёжном канале Ketnet. В 2008-2011 годах он сыграл свою первую главную роль в детском сериале «Amika». В 2008 году получил роль-камео в детективном сериале по книгам Питера Аспе под названием «Aspe» на VTM. В 2008 году получил роль Пима в старейшей и самой известной мыльной опере Фландрии «Familie».
С 2010 по 2011 год Дестадсбадер сыграл роль Рональда Декока в популярном фламандском сериале «F.C. De Kampioenen» на общественном канале één. С 2013 до 2017 гг. появились три фильма «F.C. De Kampioenen», в которых он также сыграл роль Рональда Декока.

### Карьера певца
В 2008 году Нильс Дестадсбадер принял участие в конкурсе певцов «Steracteur Sterartiest» на бельгийском общественном телеканале één. Дошёл до полуфинала и занял четвёртое место. Затем начал сольную музыкальную карьеру. 8 августа 2009 года Дестадсбадер выиграл приз в номинации «Лучшая детская поп-песня» на конкурсе «Radio 2 Летний Хит» с песней «Jij bent van mij». В 2011 году присоединился к фламандскому музыкальному коллективу «Café flamand», занимающемся продвижением фламандской музыки во Фландрии.
В ночь с 13 на 14 апреля 2012 года басист и друг Дестадсбадера Робби Ван Экхаут погиб в автомобильной аварии. Чтобы пережить боль, Дестадсбадер решил взять перерыв и отменил запланированные выступления летом 2012 года. С 2014 года Дестадсбадер и его группа снова начали заниматься музыкой. Песня «Speeltijd» 2016 года написана в память о его друге Робби.
21 октября 2016 года Дестадсбадер выпускает первый альбом «Speeltijd». 2 февраля 2017 года Нильс Дестадсбадер получил MIA (Music Industry Award), в категории «Фламандская популярная музыка». Дестадсбадер выступал среди известных певцов Робби Уильямс и Марко Борсато на фестивале Werchter Boutique 8 июля 2017 года.
13 августа 2017 года он выиграл конкурс «Radio 2: Summer Hit» с песней «Skwon Meiske». Во Фландрии его альбом «Speeltijd» был третьим наиболее продаваемым и одновременно, самым продаваемым альбомом на голландском языке в Бельгии.
30 января 2018 года Дестадсбадер был 3 раза номинирован на MIA. Он снова выиграл приз за «Фламандскую популярную музыку». В 2018 году он участвовал в программе «Liefde voor Muziek» на VTM вместе с другими известными фламандскими и голландскими артистами. Благодаря участию в программе его популярность быстро росла. Пять его песен из программы находились одновременно во фламандском топ-50. 30 мая 2018 года вышел его второй альбом «Dertig».
12 августа 2018 года он во второй раз стал призёром конкурса «Radio 2: Summer Hit». Он также получил приз как «Лучший сольный исполнитель».
На конкурсе MIA 2018 года был номинирован 7 раз. В итоге выиграл 5 MIA: в категориях «Лучшая нидерландоязычная песня», «Лучшая фламандская песня», «Лучший сольный исполнитель», «Лучший поп-исполнитель» и «Лучший альбом».